# Andreas Vöst
Andreas Vöst ist ein Roman des deutschen Schriftstellers Ludwig Thoma, der 1906 veröffentlicht wurde. Die Geschichte schildert, wie ein bayrischer Bauer durch Verleumdung durch den örtlichen Pfarrer zugrunde geht. Andreas Vöst ist Thomas erster Roman.

## Inhalt
Die Handlung besteht aus drei parallelen Strängen, die sich überschneiden.
Andreas Vöst ist Bauer des Schullerhofes in Erlbach. Er hat den Hof verschuldet geerbt und dank umsichtiger Arbeit wieder hochgebracht. Der örtliche Pfarrer Baustätter ist ihm feind, seit sich Vöst dagegen ausgesprochen hatte, den Bau eines neuen Kirchturms mit Gemeindemitteln zu unterstützen. Als ein neugeborenes Kind der Vösts ungetauft stirbt, zeigt sich der Pfarrer hart und besteht darauf, dass das Kleine außerhalb des geweihten Friedhofes ohne Ritus und Grabmal begraben wird.
Vösts Tochter Ursula hat sich auf eine Affäre mit dem Sohn des Hieranglbauern eingelassen und ist von ihm schwanger. Der alte Hierangl ist ein getreuer Folgsmann des Pfarrers und Rivale des Schullerbauern; sein Sohn streitet die Vaterschaft ab.
Als der Pfarrer beginnt, in Predigten gegen den Schullerhof zu sticheln, entscheidet sich Andreas Vöst, bei den anstehenden Kommunalwahlen für das Bürgermeisteramt zu kandidieren. Der Pfarrer erhält weiter Oberwasser, als Vösts Mutter stirbt und überraschend der Kirche fünfhundert Mark für den neuen Kirchturm hinterlässt. Zu Allerseelen zerbricht der Pfarrer öffentlich ein kleines Holzkreuz, das die Bäuerin für ihr verstorbenes Baby auf die Begräbnisstätte gepflanzt hatte. Für Andreas Vöst bringen diese Ereignisse eine zunehmende Entfremdung nicht nur von der Kirche, sondern auch von der christlichen Religion.
Vöst gewinnt die Bürgermeisterwahl knapp gegen Hierangl, was den Pfarrer erzürnt. In vielen anderen Gemeinden siegen ebenfalls die Kandidaten, die dem Bauernbund nahestehen. Pfarrer Baustätter zeigt dem Hierangl eine Notiz, die vermeintlich von seinem Vorgänger Held verfasst wurde, der zufolge der Vater Vösts sich nach der Übergabe des Schullerhofes über Misshandlungen durch seinen Sohn beklagt habe. Damit will der Pfarrer beim Bezirksamt die Bestätigung Vösts als Bürgermeister verhindern; zudem lässt er die Neuigkeit gezielt im Dorfe streuen. Der Schullerhof kommt ins Gerede, bei einem Schlichtungsversuch lässt sich Vöst zu einer Tätlichkeit gegen Hierangl hinreißen. Vöst stellt den Pfarrer zur Rede, der sich aber geschickt auf die vermeintliche Notiz des Vorgängers beruft.
In der Tat beantragt der Pfarrer, Vöst die Ernennung zum Bürgermeister zu verweigern und fügt eine Abschrift der vermeintlichen Notiz des Pfarrvorgängers bei. Getrieben von der Sorge, dass der Bezirk ihm zunehmend entgleiten könnte, verweigert der Bezirksamtmann die Zustimmung zur Ernennung Vösts zum Bürgermeister.
Vöst versucht, auf dem Dienstwege seine Ehre wiederherzustellen. Doch der Amtmann erklärt sich als nicht zuständig. Vösts Ruf im Dorf leidet zunehmend, er sucht einen Rechtsanwalt auf, der ihm aber klarmacht, dass er angesichts der Beweislage aus juristischer Sicht kaum etwas unternehmen könne. Vösts Gerechtigkeitsempfinden ist tief getroffen. Er sucht sein Glück beim Ordinariat, wo er zwar wohlwollend behandelt wird, aber in der Sache auch keine Unterstützung findet.
Er verweigert den Kirchgang, worunter seine Frau sehr leidet, selbst an Weihnachten, und wird zunehmend zum Außenseiter. Die Dienstboten kündigen, nur noch faule und unwillige Knechte und Mägde sind bereit, auf dem Schullerhof zu arbeiten. Die Versuche, den mutmaßlichen Vater seines Enkels (auch gerichtlich) zur Verantwortung zu ziehen, verlaufen im Sande. Als seine Tochter Ursula ihr uneheliches Kind zur Welt bringt, verlangt Pfarrer Baustätter, es müsse als Kind der Schande auf den Namen des Heiligen des Geburtstages getauft werden, in diesem Falle Simplicius. Dies bringt Vöst weiter gegen den Pfarrer auf. Erst nachdem man sich in der Nachbargemeinde versichert hat, dass dieses Verlangen unrechtmäßig ist und bei der Kirchenverwaltung interveniert, tauft der Pfarrer das Kind auf den von der Mutter gewünschten Namen.
In einem zweiten Strang schildert Thoma den Aufstieg des Bauernbundes. In Nußbach diskutieren Handwerker und Bauernvertreter (mit Unterstützung einer kirchenkritischen Lokalzeitung) die Notwendigkeit, wie andernorts in Bayern, Kooperativen für die Bauern einzurichten und sich auch politisch vom Zentrum zu emanzipieren, da der Klerus die Interessen der Landwirtschaft und Handwerker nicht mehr angemessen vertrete. Indes besucht der Landtagsabgeordnete Metz, Dekan und päpstlicher Hausprälat, den Bezirksamtmann, um ihn zu drängen, rechtzeitig zu den Kommunalwahlen seinen Einfluss zugunsten der Zentrumskandidaten zu nehmen. Der Amtmann erfragt bei den Pfarrern, wo aufrührerische Tendenzen bestünden und erhält aus Erlbach eine eindringliche Warnung vor dem Charakter des Andreas Vöst.
Bei einer Bürgerversammlung begeistert ein Redner des Bauernbundes die Landwirte von der Idee, sich politisch und ökonomisch zusammenzuschließen. Dem ebenfalls auftretenden Abgeordneten Metz schlägt breite Ablehnung entgegen.
Im dritten Erzählstrang wird von der Abkehr des Sylvester Mang von der Geistlichkeit berichtet. Der junge Sylvester Mang ist Sohn einer Häuslerin aus Erlbach. Mit den Mitteln eines Vetters konnte er das Gymnasium in Freising besuchen und studiert nun Theologie in München. Seine Mutter wünscht seinen sozialen Aufstieg mit einer Karriere als Pfarrer. Während seiner Ausbildung besuchte er regelmäßig den alten Pfarrer Held, der ihm eine Art Mentor war. Nach dem Tod des volksnahen Pfarrers Held bleibt das Verhältnis zu dessen Nachfolger Baustätter distanziert.
Bei einem Besuch zu Hause lernt er Gertrude Sporner kennen, Tochter aus einer wohlhabenden Kaufmannsfamilie in München, die auf Verwandtenbesuch ist. Die Liebe zur Musik bringt die beiden einander näher, und Mang verkehrt in der Folge regelmäßig im Haus der Sporners, um mit Traudl zu musizieren. Vater Sporner legt ihm nahe, aufgrund seiner anstehenden Weihen die Besuche zu unterlassen.
Sylvester zweifelt zunehmend an seiner Berufung zum Priesteramt. Durch liberale Professoren liest er die Werke weltlicher Autoren und freundet sich mit seinem Mitbewohner Schratt an, der 1848 bei der Revolution mitgetan hatte und auch den alten Pfarrer Held aus gemeinsamen Revolutionstagen kennt. Schratt ermutigt Mang, sich einer weltlichen Karriere zuzuwenden, und vermittelt ihm eine Stelle als Hauslehrer.
Auf einem Ball kommt es zur Wiederannäherung mit der Familie Sporner, die der Verbindung mit Traudl nicht mehr entgegenstehen, nachdem sie erfahren, dass Sylvester kein Pfarrer mehr werden will. Auch mit seiner Mutter söhnt er sich aus, auch sie akzeptiert seine weltliche Zukunft. Der Pfarrer Baustätter versucht, Mang zu schaden, indem er beim Vetter, der den Gymnasialbesuch finanziert hatte, gegen ihn intrigieren lässt, aber Sylvester ist optimistisch, das klären zu können.
Bei einem Besuch bei Pfarrer Baustätter stellt ihn Sylvester wegen der Vorwürfe gegen Vöst zur Rede, die nach seiner Kenntnis der Umstände jeder Grundlage entbehren. Als der Pfarrer ihm das Beweisstück präsentiert, erkennt Mang, dass die Schrift auf der Notiz nicht die seines Mentors Pfarrer Held ist, die er gut kennt. Da aber außerdem das Kirchensiegel aufgedrückt ist, wird ihm klar, dass die Notiz eine Fälschung durch Baustätter sein muss. Mang teilt dies Vöst mit und fährt mit ihm zum Bezirksamt. Dort erklärt man den beiden, dass die Bestätigung als Bürgermeister dennoch nicht erfolgen werde, solange Vöst nicht gerichtlich den Vorwurf geklärt habe.
Vöst, der zwischenzeitlich wieder Hoffnung geschöpft hatte, ist jetzt am Ende. Am Ostersonntag betrinkt er sich im Wirtshaus und gerät in eine Auseinandersetzung mit Hierangl, dem er einen Masskrug an den Kopf schlägt. Hierangl stirbt. Vöst wird zu vier Jahren Gefängnis verurteilt, während der Pfarrer mit dem Bau des neuen Kirchturmes beginnt.

## Hintergrund
Die Geschichte spielt um 1900 in der Umgebung von Dachau in Bayern. Da der 16. Dezember im Roman auf einen Sonntag fällt, kommen als Handlungsjahre 1894/1895 und 1900/1901 in Frage. Die Kreisstadt Nußbach existiert so nicht, ist aber dem realen Dachau nachempfunden, das im Roman erwähnte Wirtshaus Unterbräu findet sich tatsächlich in Dachau. Die Namen anderer Orte sind zum großen Teil Dörfer oder Flurnamen aus dem Dachauer Umland (Erlbach, Giebing, Fahrenzhausen, Schachach, Webling, Biberbach, Edenholzhausen, Zillhofen), zum Teil verfremdet (Hilgertshofen statt Hilgertshausen).
Die Figur des Bauernbundführers Vachenauer, der Hauptredner bei der Bürgerversammlung in Nußbach ist, hat Thoma dem Bauernbündler Georg Eisenberger aus Ruhpolding nachempfunden.

## Sprache
Während der erzählende Text in süddeutsch gefärbtem Hochdeutsch gehalten ist, lässt Thoma seine Figuren je nach Herkunft und Bildungsgrad in unterschiedlichen Tiefen des bairischen Dialektes sprechen. Andreas Vöst spricht konsequent im Dialekt, auch gegenüber dem Pfarrer, beim Bezirksamtmann oder vor Gericht. Pfarrer, Studenten und Stadtbewohner reden näher an der Schriftsprache als Bauern und Knechte. Sylvester Mang passt seine Sprachfärbung den Gesprächspartnern an und spricht mit seiner Mutter mit leichter Dialektfärbung, während er mit seinem Zimmernachbarn und im Hause Sporner reines Hochdeutsch verwendet.
In einem Brief der Mutter Vöst an ihren Sohn verwendet Thoma das unbeholfen-komische Schriftdeutsch eines Schreibers, der nur im Dialekt zu Hause ist ("Beim Notari is das Desdament gwest und mir ham nichts gewußd."). Diesen Stil hat Thoma auch in seinen Filserbriefen verwendet.
Die Dialektfärbung vieler Dialoge ist so stark, dass ein des Bairischen unkundiger Leser sie nicht verstehen wird.

## Entstehung und Rezeption
Während der Entstehungszeit des Romans 1905 lebte Thoma in München und arbeitete neben der freien Schriftstellerei als Chefredakteur des Simplicissimus.
Die Geschichte basiert auf einem wahren Ereignis, das Thoma 1899 während seiner Zeit als Rechtsanwalt in Dachau miterlebt hat. Thoma reflektiert über die weltliche Macht des katholischen Klerus, die er ablehnt. Dabei ist sein Bild differenziert: Der Figur des intriganten und hinterhältigen Erlbacher Pfarrers Baustätter stellt er dessen integren Vorgänger Held entgegen. Der auktoriale Erzähler zeigt sich in der Haltung zur Religion versöhnlicher als die Figur des Vöst, der durch sein erlittenes Unrecht gänzlich vom Glauben abfällt. Die winterliche Weihnachtsszenerie in Erlbach und die Schilderung der alpenländischen Krippe nimmt das Motiv auf, das Thoma 1918 in seinem Versepos Heiligen Nacht ausarbeiten sollte.
Politisch hat Andreas Vöst den Aufstieg des Bayerischen Bauernbundes zu Beginn des Jahrhunderts zum Hintergrund. Der Rede des Bauernbündlers Vachenauer und der hilflosen Reaktion des Abgeordneten der Zentrumspartei, des Dekans Metz, gibt Thoma breiten Raum, wobei er den Leser auf die Seite der Bauern zu ziehen versteht und den Kleriker der Lächerlichkeit preisgibt.
Das Motiv des Knaben, der nach dem Willen der Mutter zum Priester ausgebildet werden soll, hat nach Martin Klaus Parallelen zu den Wünschen von Thomas Mutter, denen sich Ludwig Thoma stets widersetzt habe.
Andreas Vöst ist in Bayern als Schullektüre empfohlen. Für das ZDF verfilmte Eberhard Itzenplitz den Roman 1979 unter dem gleichen Titel mit Jörg Hube in der Hauptrolle.

## Werkausgaben
- Andreas Vöst, München, Piper Verlag, 1988, ISBN 3-492-10806-7
- Online-Ausgabe bei zeno.org